# Czaroit
Czaroit (charoit) – minerał z gromady krzemianów. Należy do minerałów rzadkich i występuje tylko w jednym miejscu na świecie. Jest minerałem o zagadkowej strukturze między krzemianami warstwowymi a wstęgowymi i bardzo zmiennym składzie chemicznym. Jego skład chemiczny nie jest do końca znany. Co jakiś czas odnajduje się w nim inne pierwiastki mające mniejsze lub większe znaczenie w jego strukturze. Podawany w literaturze wzór chemiczny czaroitu nie jest wzorem w 100% dokładnym.

## Charakterystyka

### Właściwości

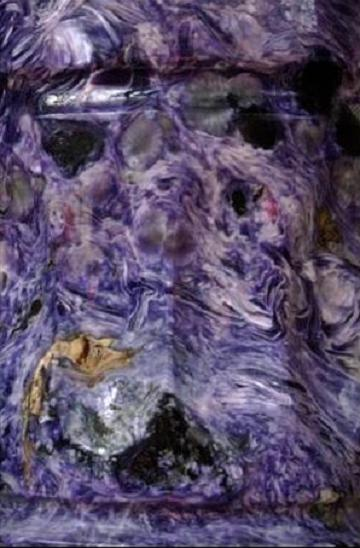
Czaroit z egirynem (czarny) i innymi asocjacjami

Bardzo rzadko tworzy kryształy, najczęściej niewielkie o pokroju krótkosłupkowym, wrosłe. Występuje w formie skupień ziarnistych, zbitych, promienistych, spilśnionych i włóknistych. Jest przeświecający do nieprzezroczystego, przeważnie wykazuje obecność nieregularnych, barwnych plam. Niejednorodna, często kontrastowa barwa wynika z różnorodności i dużej zmienności składu mineralnego. Najczęściej asocjującym minerałem jest egiryn. Czaroit współwystępuje w zbitych agregatach mineralnych z pomarańczowym tinaksytem, kanasytem, białymi skaleniami, fedorytem, tokkoitem, z kwarcem, mikroklinem. Skałę zbudowaną z czaroitu nazywamy czaroitytem. Daje się doskonale obrabiać na kamienie ozdobne. Niektóre okazy (po oszlifowaniu) wykazują efekt kociego oka. Jest słabo fluorescencyjny. 

### Chemizm
- Inne pierwiastki wchodzące w skład czaroitu: Eu2+, Ce3+, Fe2+, Fe3+, Ba2+, Ti4+, Sr2+, Mn2+, Mn3+ – na pozycjach kationowych.

- Pozycje anionowe zajmują grupy tlenowe i wodorotlenowe O2-, OH-, F-.

### Geneza
Stanowi produkt metamorfizmu kontaktowo-metasomatycznego. Występuje w skałach zwanych czaroitytami. Tworzy się w strefach kontaktowych intruzji alkalicznych syenitów nefelinowych z utworami wapiennymi. Czaroit stanowi od 20 do 100% objętości czaroitytu. Zazwyczaj przedział waha się od 50 do 90%.

### Zabarwienie
Powód barwy czaroitu nie jest do końca wyjaśniony. Czaroit ma barwę fioletowo-liliową w różnych odcieniach (fiołkowo-ametystowa). Rzadziej bywa białoszary, złotawy, brunatny. Przeważnie wykazuje obecność nieregularnych, barwnych plam (białych, brunatnopomarańczowych, brunatnych, żółtych, szarych i czarnych). Istotne znaczenie ma mangan. Ale Mn2+ występuje w za małej ilości by był pierwiastkiem barwiącym. Mn3+ zabarwia na kolor malinowy-malinowoczerwony jak w rodochrozycie. Następnym domniemanym powodem dobarwienia jest efekt przejścia ładunku z Fe2+ do O2-.

### Galeria

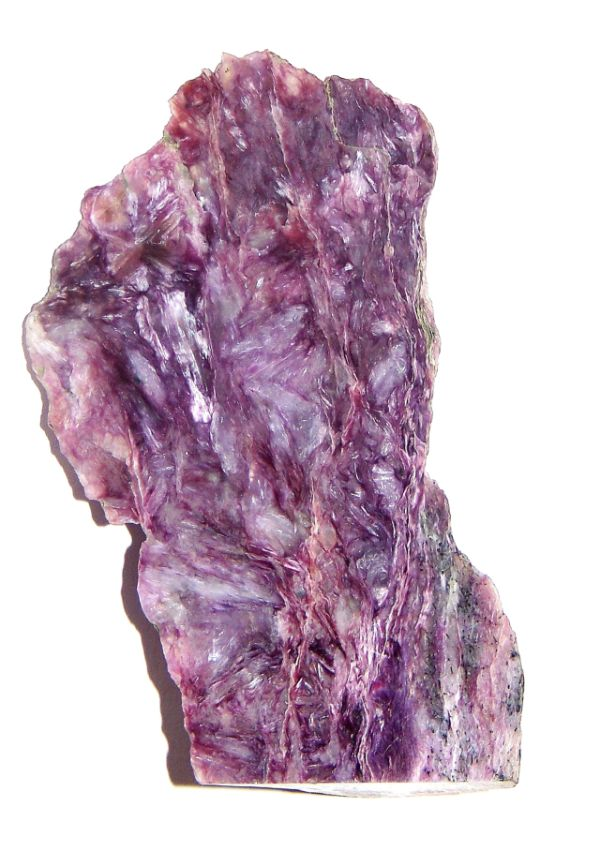
Czaroit w formie zgładu (wypolerowany)
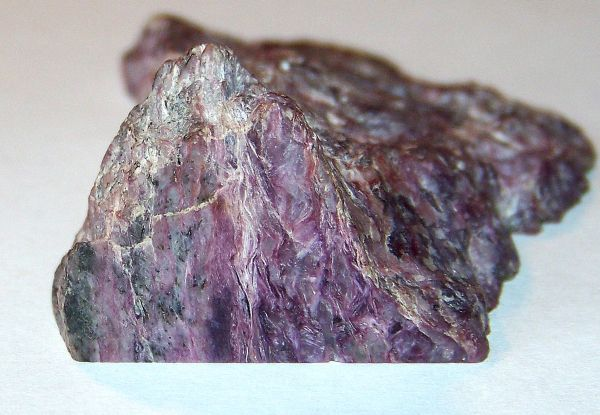
Czaroit w formie zgładu (niepolerowany)
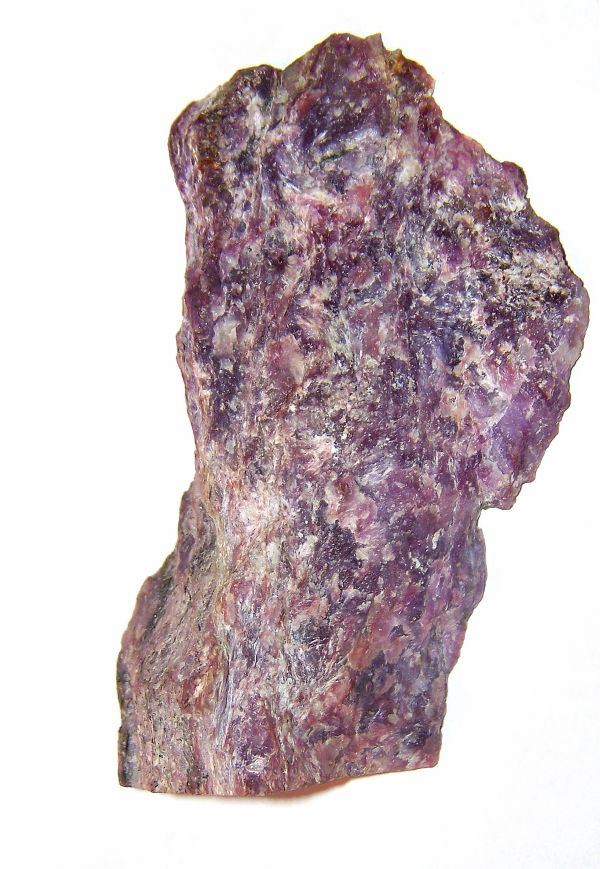
Czaroit w stanie surowym
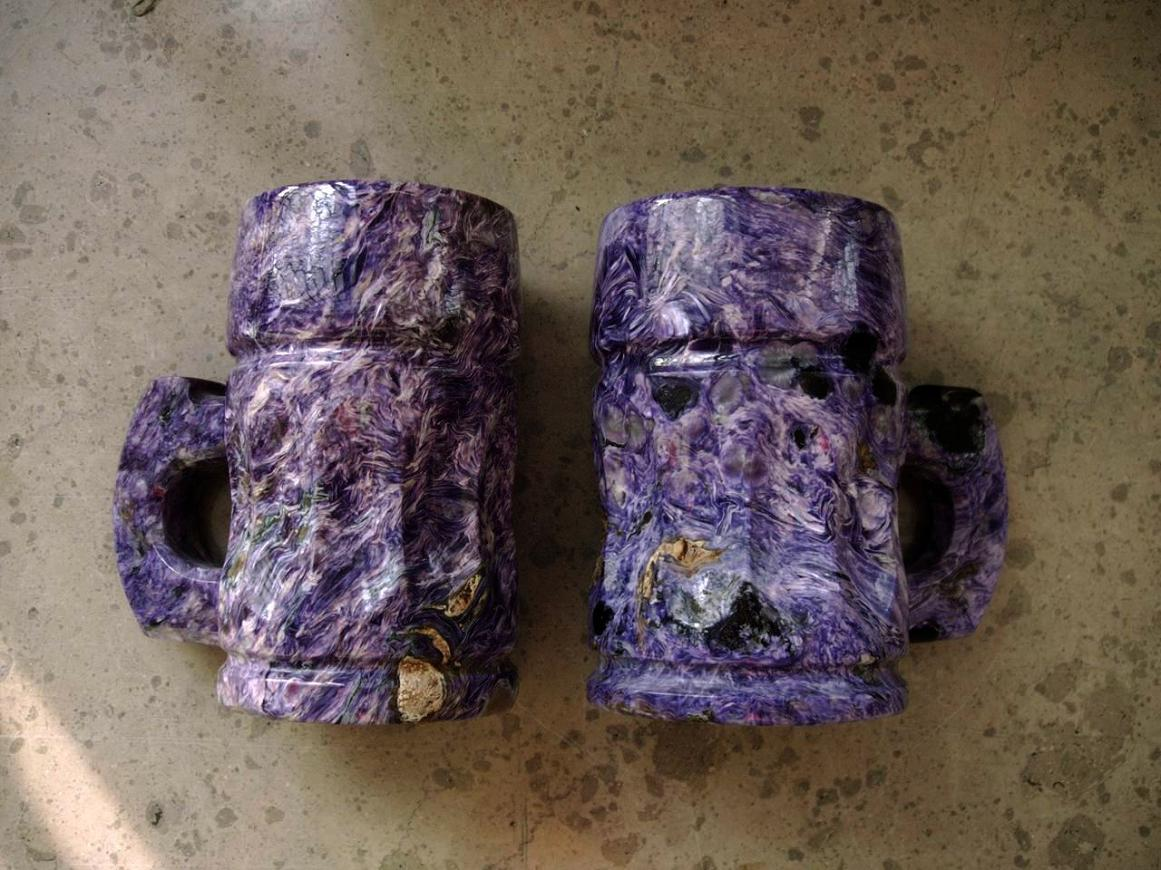
Kufle wykonane z czaroitu
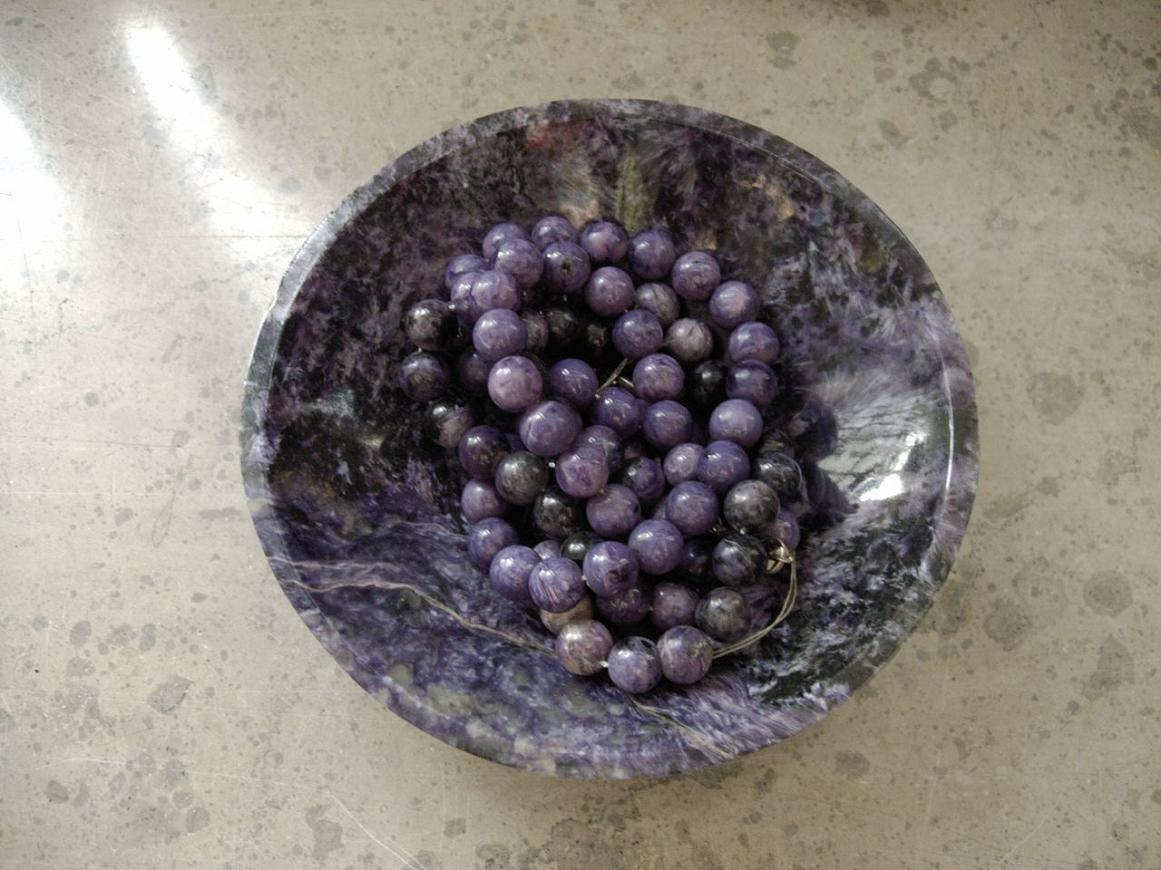
Miska i korale wykonane z czaroitu

## Historia odkrycia
- Rok 1948. Rosyjski geolog W. G. Dietmar badając Masyw Muruński na granicy obwodu Irkuckiego i Czityńskiego nad rzeką Czarą, zauważył ładną fioletowo – szarą skałę i zidentyfikował ją jako łupek cummingtonitowy.
- Rok 1974. Rosyjski geolog J. G. Rogow ponownie znalazł skałę odkrytą przez Dietmara i zachwycony jej jedwabistym połyskiem podarował fragment swojej żonie, która też była geologiem i postanowiła okaz zbadać. Po bardzo szczegółowych i długotrwałych analizach okazało się, że jest to nowy i nieznany minerał o bardzo skomplikowanym składzie chemicznym.
- Odkrycie to potwierdziła specjalna Komisja ds. Badań Minerałów w Moskwie, a w roku 1977 Komisja Nowych Minerałów przy Międzynarodowym Stowarzyszeniu Mineralogicznym (IMA) nadała nazwę nowemu minerałowi: CZAROIT, od rzeki Czara (lewy dopływ Leny) gdzie występuje.

## Występowanie
Występuje w formie żyłowych lub soczewkowych skupień w obrębie sjenitów nefelinowych masywu Muruńskiego. Skały czariotowe, zawierające jego białą odmianę związane są z karbonatytami muruńskiego masywu alkalicznego. Często towarzyszą mu: egiryn, ekanit, tinaksyt, mikroklin, kwarc, kalcyt, galena. Jak dotychczas jedyne stwierdzone miejsce wystąpienia tego minerału na świecie znajduje się w dorzeczu rzeki Czary (lewy dopływ Leny) we wschodniej Syberii. Spotykany jest tam na obszarze o powierzchni około 10 km².

## Zastosowanie
- ma znaczenie naukowe[1]
- jest bardzo atrakcyjnym i poszukiwanym kamieniem kolekcjonerskim[1]
- kamień ozdobny[1]
- szlifowany najczęściej kaboszonowo, kuliście lub płytkowo[1]
- kamień jubilerski – do wyrobu artystycznej biżuterii[1]